# Алгарве
Алгарве (порт. Algarve, Região do Algarve) је најјужнији регион у Португалу. Има површину од 4.960  и око 400.000 становника. Највећи и главни град је Фаро. Јужна обала Алгарвеа је једна од главних туристичких регија Европе. 
Име регије потиче од арапске речи „ал гарб“ (الغرب ), што значи запад. 

## Историја
Од VIII до XIII века, област Алгарве на обе стране реке Гвадијана припадала је Маварима (Арапи). Алфонсо III од Португала ју је заузео 1250, и 1254. дао део покрајине источно од реке шпанском краљу Алфонсу X од Кастиље. Овај део Алгарвеа се утопио у област Андалузија, док је западни део задржао име Алгарве. 